# Seno Otway
El Seno Otway es una de las tantas entrantes del Océano Pacífico ubicada en la  Región de Magallanes y la Antártica Chilena, extendiéndose entre la Península de Brunswick y la Isla Riesco, a 65 km al noroeste de Punta Arenas y además conectado con el Seno Skyring por el Canal Fitz Roy.
Una de las principales características en cuanto a la fauna del seno Otway era una colonia de 60 mil pingüinos magallánicos que habitaban la zona. 
Era posible disfrutar del panorama en el hábitat natural de estas aves magallánicas que emigraban luego de cuatro meses desde el momento de incubación de los huevos, aproximadamente.
Actualmente no es posible visitar las colonias de pingüinos, ya que terminó la concesión de la fundación alemana que protegía la colonia, y los dueños del predio abandonaron la explotación  turística; además, desde el año 2015 disminuyó la cantidad de pingüinos, hecho sobre el cual la ciencia no se pone de acuerdo respecto a cuáles serían las causas.
El clima es templado frío lluvioso sin estación seca, pero con microclimas. Las temperaturas promedian anualmente los 8 °C, pero en verano varían entre los 10 °C y 18 °C. Las precipitaciones promedian los 450 mm al año.